# Anton Berlijn

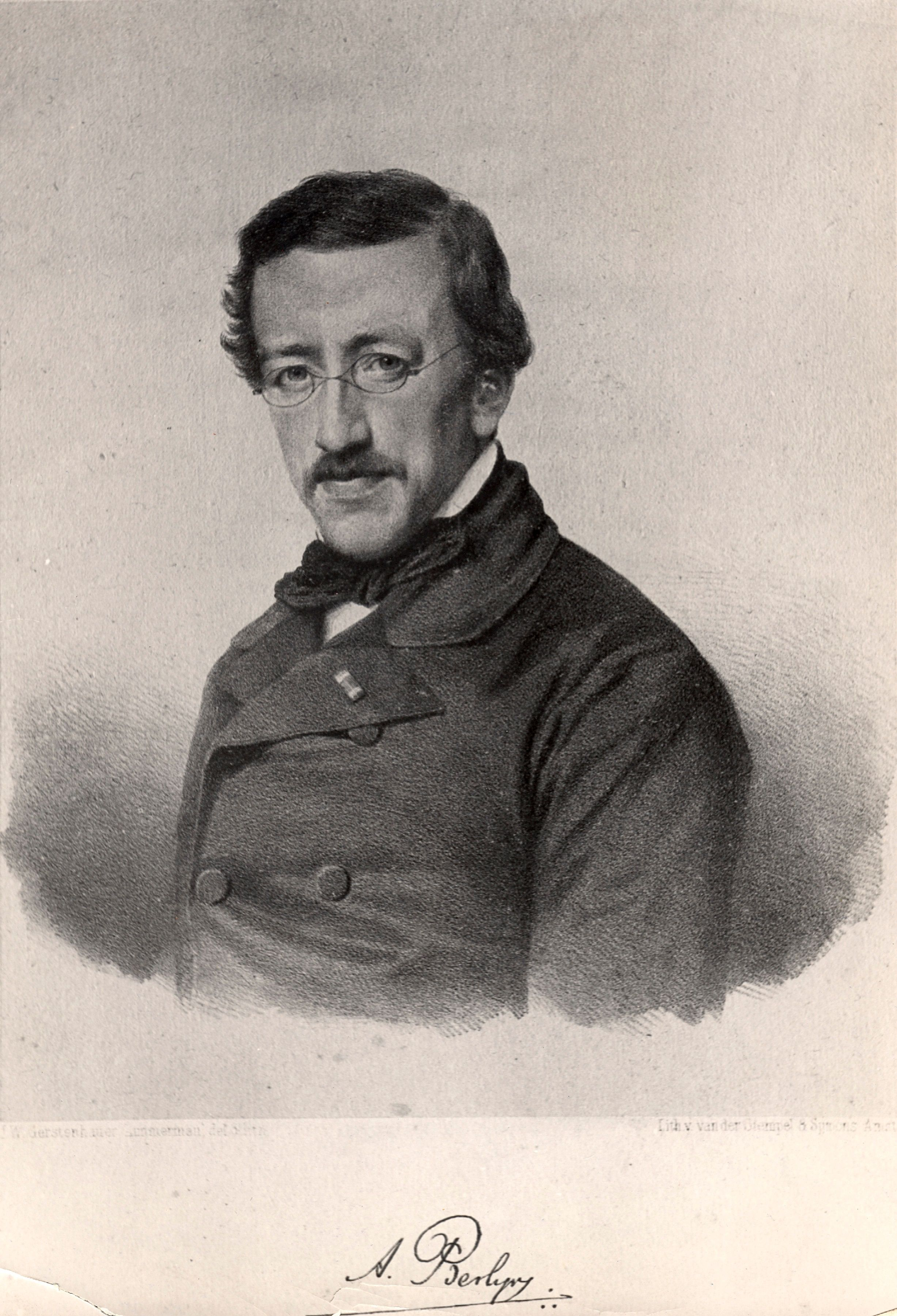

Anton Berlijn (eigentlich Aaron Wolff Berlijn, auch Aronte Wolff Berlijn) (* 2. Mai 1817 in Amsterdam; † 18. Januar 1870 ebenda) war ein niederländischer Komponist.

## Leben und Werk
Anton Berlijn erhielt seine musikalische Ausbildung in den Fächern Klavier und Violine bei dem niederländischen Violinisten und Dirigenten Bernard Koch. Er studierte dann Komposition und Harmonielehre in Kassel bei Louis Spohr. Später setzte er diese Studien in Berlin bei Ludwig Erk und Friedrich Schneider  sowie in Leipzig bei Gottfried Wilhelm Fink fort. Nach seinen Studien in Deutschland kehrte er 1846 nach Holland zurück. Hier wurde er bald Musikdirektor des Theaters in Amsterdam.
Anton Berlijn schrieb um die 200 Musikwerke, von denen nur einige veröffentlicht wurden und viele wieder in Vergessenheit gerieten. Veröffentlicht wurden 9 Opern (darunter Die Bergknappen und Proserpina), 7 Ballette, das Oratorium Moses auf Nebo, eine Symphonie sowie einige Orchester- und Vokalwerke. Louis Spohr leitete die Uraufführung der einzigen Symphonie Anton Berlijns 1857 in Kassel. Isodore Singer und Joseph Sohn charakterisieren den Komponisten Anton Berlijin wie folgt: „Berlijn war ein geschickter Kontrapunktist. Seine Kompositionen zeichnen sich durch Anmut und Brillanz aus, obwohl ihre Popularität hauptsächlich auf die Niederlande beschränkt war.“
1860 wurde Anton Berlijn für seine musikalischen Leistungen mit dem königlichen Verdienstorden der Niederlande ausgezeichnet. Außerdem erhielt er die goldene Verdienstmedaille des Königs von Belgien (1845) und ähnliche Auszeichnungen der Könige von Dänemark (1845), Griechenland (1846) und Schweden (1848), des Kaisers von Österreich (1848), des Prinzen Friedrich der Niederlande (1858) und der Großherzöge von Sachsen-Coburg (1864) und Nassau.